# Stenosemus
Stenosemus is een geslacht van keverslakken uit de familie van de Ischnochitonidae.

## Soorten
- Stenosemus albus (Linnaeus, 1767)
- Stenosemus chiversi Ferreira, 1981
- Stenosemus delicatus (Kaas, 1991)
- Stenosemus dolii (Van Belle & Dell'Angelo, 1998)
- Stenosemus exaratus (Sars G.O., 1878)
- Stenosemus gallaecus (Carmona-Zalvide, Urgorri & García, 2001)
- Stenosemus golikovi Sirenko, 1994
- Stenosemus herosae Sirenko, 2008
- Stenosemus kolesnikovi Sirenko, 1994
- Stenosemus mexicanus (Kaas, 1993)
- Stenosemus perforatus (Kaas, 1990)
- Stenosemus robustus (Kaas, 1991)
- Stenosemus sharpii (Pilsbry, 1896)
- Stenosemus simplicissimus (Thiele, 1906)
- Stenosemus stearnsii (Dall, 1902)
- Stenosemus substriatus (Kaas & Van Belle, 1990)
- Stenosemus vanbellei (Kaas, 1985)
- Stenosemus vitreolus (Kaas, 1985)